# Alambari (ort)
Alambari är en ort i Brasilien.   Den ligger i kommunen Alambari och delstaten São Paulo, i den sydöstra delen av landet, 900 km söder om huvudstaden Brasília. Alambari ligger 582 meter över havet och antalet invånare är 4 886.
Terrängen runt Alambari är huvudsakligen platt, men åt nordväst är den kuperad. Runt Alambari är det ganska glesbefolkat, med 27 invånare per kvadratkilometer.. Närmaste större samhälle är Itapetininga, 16,4 km väster om Alambari.
Trakten runt Alambari består i huvudsak av gräsmarker.